# KBabel

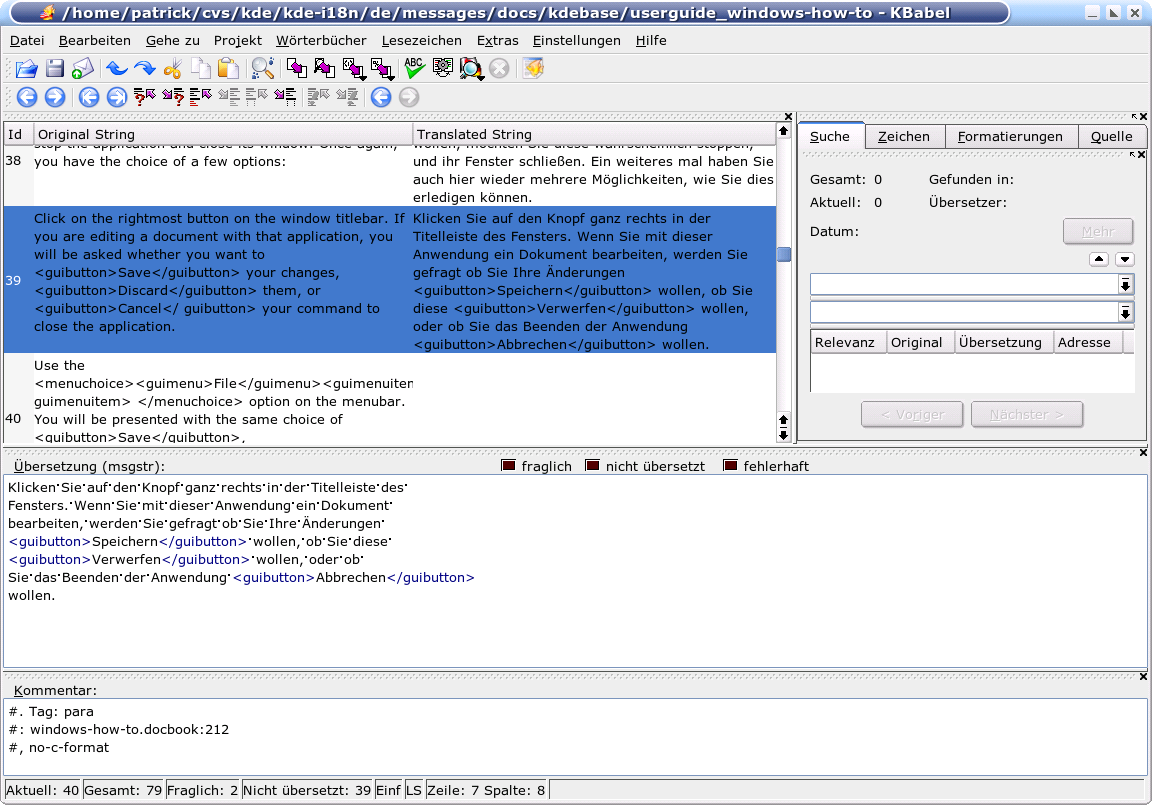
KBabel 1.10 mit einer geöffneten PO Datei

KBabel ist ein grafisches Tool für KDE zur Bearbeitung und Verwaltung von gettext PO Dateien.
Es hilft bei Übersetzungen von Dokumentationen und GUIs. Des Weiteren verfügt KBabel über eine integrierte Rechtschreibprüfung und einen Katalogmanager, der das Arbeiten mit einem CVS erleichtert.
Für KDE SC 4 wurde Lokalize als Nachfolger von KBabel entwickelt.